# ガスプロムバンク
ガスプロムバンク (露: Газпромбанк, 英: Gazprombank) はロシア最大の非国有銀行で、ロシア三大銀行のひとつである。1990年に合資会社として設立された。ガスプロムバンクはロシアの天然ガス独占企業のガスプロムの子会社であり、ガスプロムはガスプロムバンクの株式のうち62.59%を直接保有し、残りの株式も年金基金のガスフォンドや輸出窓口会社のガスプロム・エクスポートなどの傘下会社を通じて保有している。ガスプロムバンクは2007年に株式公開するための準備に入っていることを2006年11月に明らかにしたが、その後延期することが発表された。

## 事業
2005年の融資残高は約55億ドルで、融資全体の約65%がガスプロム・グループ以外の企業・団体向けであった。
主な融資先はガス業界及び化学、機械、兵器産業などの製造業である。33の支店を有し、約150万人の個人や約1,000のガス業界の企業・団体を含む36,000以上の法人と取引がある。

## M&A
ガスプロムバンクは2005年8月にテレビ局のNTVや新聞社のイズベスチヤを傘下に抱えるロシア最大のメディア企業のガスプロム・メディアを親会社のガスプロムから譲渡された。
ガスプロムバンクは2004年10月に原子力発電所建設会社のアトムストロイエクスポートの株式の54%を取得した。